# Hydrotarsus
Hydrotarsus là một chi bọ cánh cứng trong họ Dytiscidae. Một số loài hiện nay được xếp vào chi Hydroporus. 

## Các loài
Chi này gồm các loài:
- Hydrotarsus compunctus
- Hydrotarsus pilosus